# الانتخابات الفيدرالية الكندية 2015
الانتخابات الفيدرالية الكندية 2015 هي الانتخابات التشريعية الثانية والاربعين التي عُقدت في 19 أكتوبر 2015 لانتخاب أعضاء مجلس العموم في البرلمان الكندي.